# Velký binokulární dalekohled
Velký binokulární dalekohled (z anglického Large Binocular Telescope, LBT) je dalekohled umístěný na Mount Graham v jihovýchodní Arizoně. Jedná se zcela o unikátní koncept velkého dalekohledu, kdy jsou na jedná alt-azimutální montáži umístěna dvě 8,4 m zrcadla. Výstava a provoz hvězdárny má za cíl kromě podpory astronomického výzkumu demonstraci nových technologií použitelných pro výstavbu budoucí generace extrémně velkých dalekohledů.

## Původní koncept
Původní idea hvězdárny pochází z 80. let 20. století. V této době byla na Arizonské univerzitě založena laboratoř pro výrobu velkých monolitických zrcadel, která byla pro dalekohled navržena. Původně byla výstavba dalekohledu vedená jako "Projekt Columbus", zamýšlený k realizaci u příležitosti 500 let od objevení Ameriky. Vzhledem k uvedení dalekohledu do provozu až po roce 2000 došlo k přejmenování na LBT. Výstavba dalekohledu započala v roce 1996, dalekohled byl oficiálně uveden do provozu v roce 2005.

## Partneři
Na výstavbě a provozu dalekohledu se podílejí vědecké instituce z USA, Itálie a Německa. Výše jejich podílu odpovídá výši přidělených nocí.
- Arizona (25 %) - AZ
  - Arizonská univerzita – Tucson
  - Arizona State University – Tempe
  - Northern Arizona University – Flagstaff
- Německo (25 %) - LBTB
  - Landessternwarte – Heidelberg
  - Leibniz-Institut für Astrophysik Potsdam – Potsdam
  - Max-Planck-Institut für Astronomie – Heidelberg
  - Max-Planck-Institut für Extraterrestrische Physik – Munich
  - Max-Planck-Institut für Radioastronomie – Bonn
- Itálie (25 %) – INAF
  - Instituto Nazionale di Astrofisica
- Research Corporation for Science Advancement (12,5 %) – RC
  - Ohijská státní univerzita
  - University of Notre Dame
  - University of Minnesota
  - University of Virginia
- Ohijská státní univerzita (12,5 %) – OSU

## Optická koncepce
Opticky se jedná o Gregoryho dalekohled. Příchozí světlo se od primárního zrcadla borisilikonové voštinové konstrukce o průměru 8,4 metru odráží do sekundárního zrcadla (nebo směřuje přímo do kamery umístěné na sklápěcím rameni). Sekundární zrcadlo může být buďto pevné, nebo deformovatelné pro adaptivní optiku. Dále je možné paprsek směřovat buďto do přímého ohniska umístěného za primárním zrcadlem, nebo přes terciární zrcadlo do instrumentálních štěrbin umístěných po straně primárního zrcadla.

## Provoz dalekohledu
Dalekohled je v provozu mimo monzunové období, tedy od půlky září do poloviny července. Přes monzunové období se na dalekohledu provádí údržba. Toto provozní schéma je běžné u většiny dalekohledů umístěných v Arizoně.
Dalekohled je přímo ovládán z řídicího pracoviště na dalekohledu. Případně může být ovládán ze vzdáleného stanoviště na Stewardově hvězdárně.

## Mechanická koncepce
Podobně jako u MMT je použita koncepce oddělené budovy vlastního dalekohledu. Budova rotuje na železničních podvozcích, dalekohled nezávisle plave na hydrostatických ložiskách. Vzhledem k tomu, že dalekohled není možné v budově otáčet, je dalekohled vybaven třmeny. Ty v případě, že dojde k porušení synchronizace, narazí do budovy a pohyb dalekohledu se tak zastaví. Motory na budově jsou navrženy tak, aby v tomto případě otáčely současně i dalekohledem.

## Mount Graham
Dalekohled se nalézá v oblasti chráněné pro výskyt endemického druhu veverek. Návštěvy na dalekohledu musí mít povolení lesní správy a návštěvníci se musí před návštěvou seznámit s pravidla ochrany a svoje seznámení stvrdit podpisem.
Jelikož se dalekohled nachází v lesní zóně, v okolí dalekohledu může dojít k rozsáhlým lesním požárům. Dva velké lesní požáry, které se dostaly do blízkosti dalekohledu, se vyskytly v roce 2004 a 2017. Dalekohled požáry nebyl poškozen.

## Přístroje
Na dalekohledu je umístěno několik přístrojů. Celý dalekohled je koncipován poněkud neobvykle s několika ohnisky, která lze pomocí přenastavení optických prvků měnit. Pozorovatelé mohou volit mezi primárním ohniskem, sekundárním přímým ohniskem a zalomeným terciárním ohniskem.

### LBC
Large Binocular Camera, umístěná v primárním ohnisku dalekohledu.

### LUCI
Původně známý jako LUCIFER. Jedná se o párovou infračervenou kameru a spektrograf. Přístroj je umístěn v terciárním ohnisku.

### MODS
Optický štěrbinový spektrometr. Je umístěn v sekundárním ohnisku (sdílí ho společně s PEPSI)

### PEPSI
Optický polarimetr a spektrograf.

### LBTI
Large Binocular Telescope Interferometr umožňuje kombinovat přicházející vlnoplochy pomocí interferometrie.

### ARGOS
Laserový systém pro vytváření umělých hvězd. Používá se k vytvoření umělých hvězd ionizací atomů sodíku. Umělé hvězdy jsou používány systémem adaptivní optiky pro atmosférickou korekci přicházející vlnoplochy.